# Cagnano Varano
Cagnano Varano is een gemeente in de Italiaanse provincie Foggia (regio Apulië) en telde bijna 7200 inwoners op 1 januari 2018.

## Demografie
Het aantal inwoners van Cagnano Varano daalde in de periode 1991-2017 met 21,4% volgens ISTAT.
| Einde jaar | Inwo- ners |
| ---------- | ---------- |
| 1991       | 9158       |
| 2001       | 8617       |
| 2004       | 8518       |
| 2013       | 7400       |
| 2017       | 7194       |

## Geografie
Cagnano Varano grenst aan de volgende gemeenten: Carpino, Ischitella, Monte Sant'Angelo, San Marco in Lamis, San Nicandro Garganico.

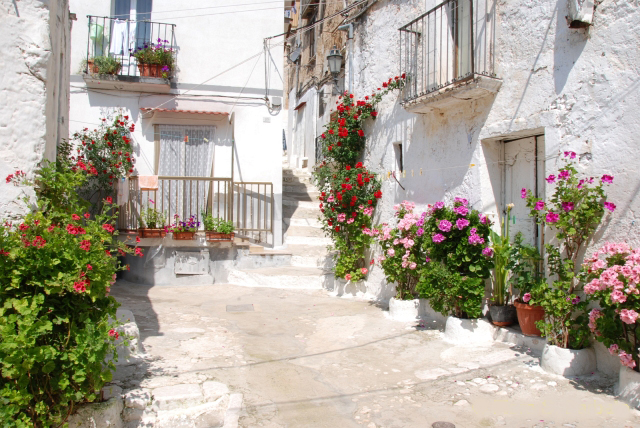
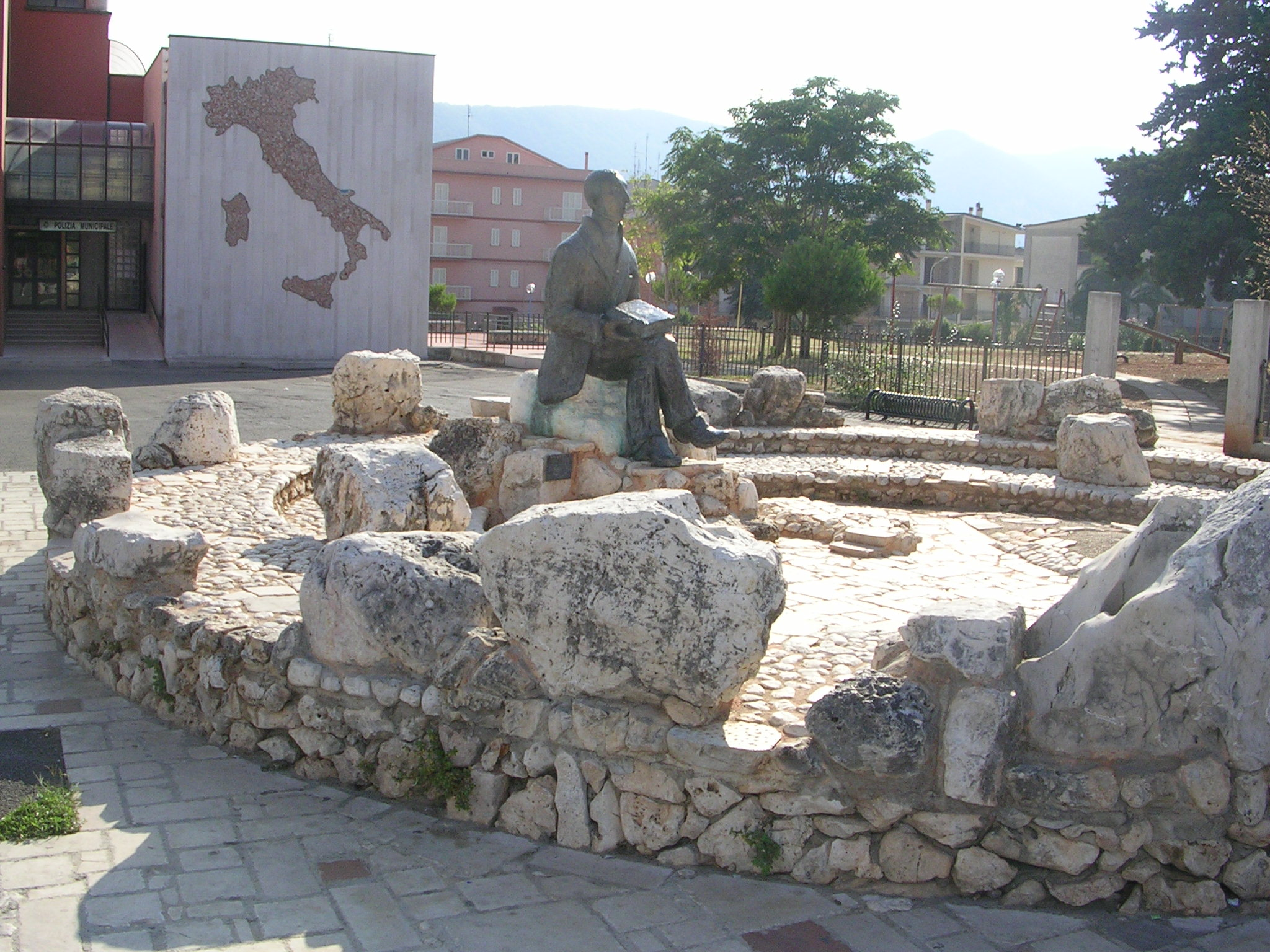
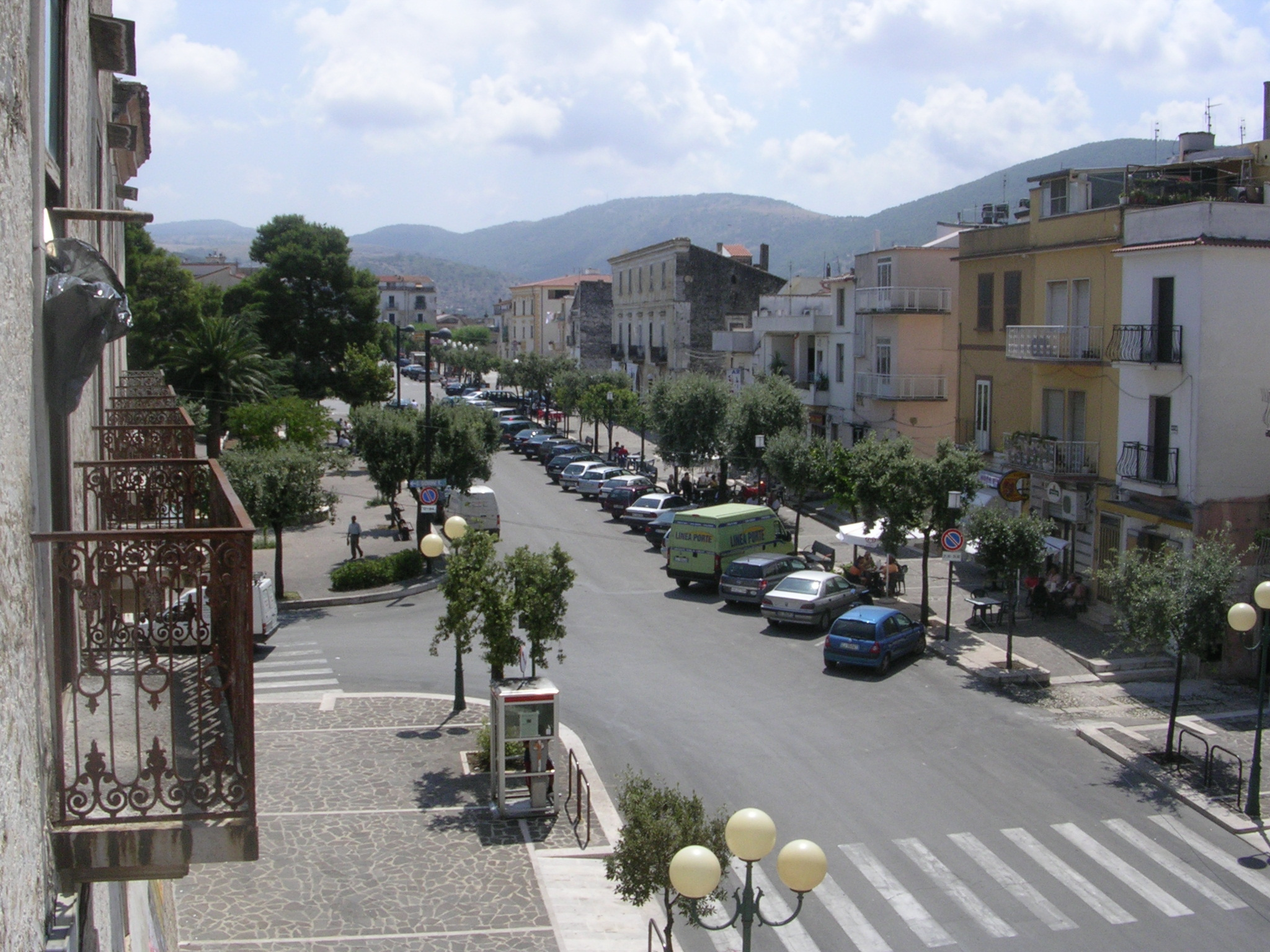
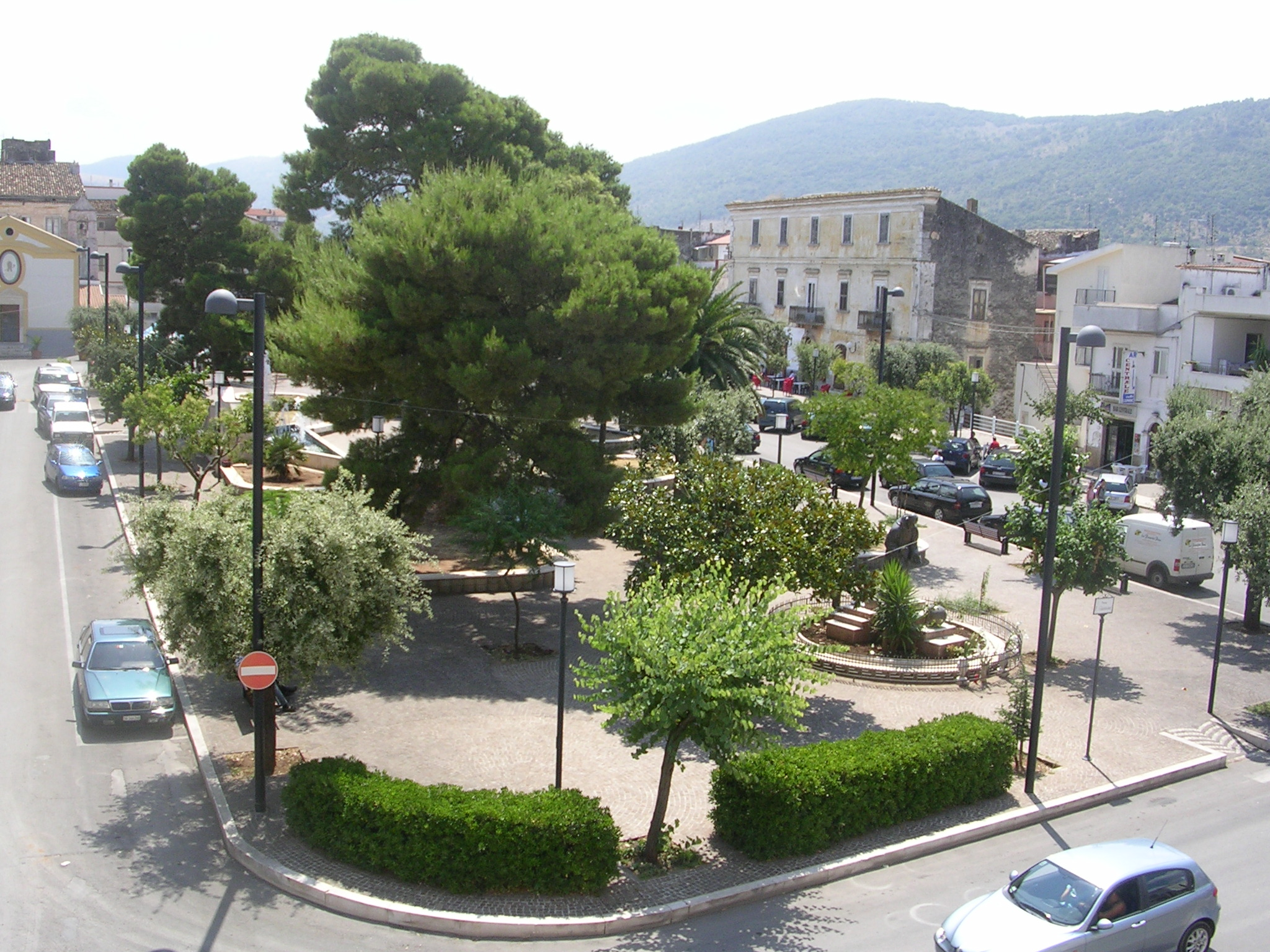
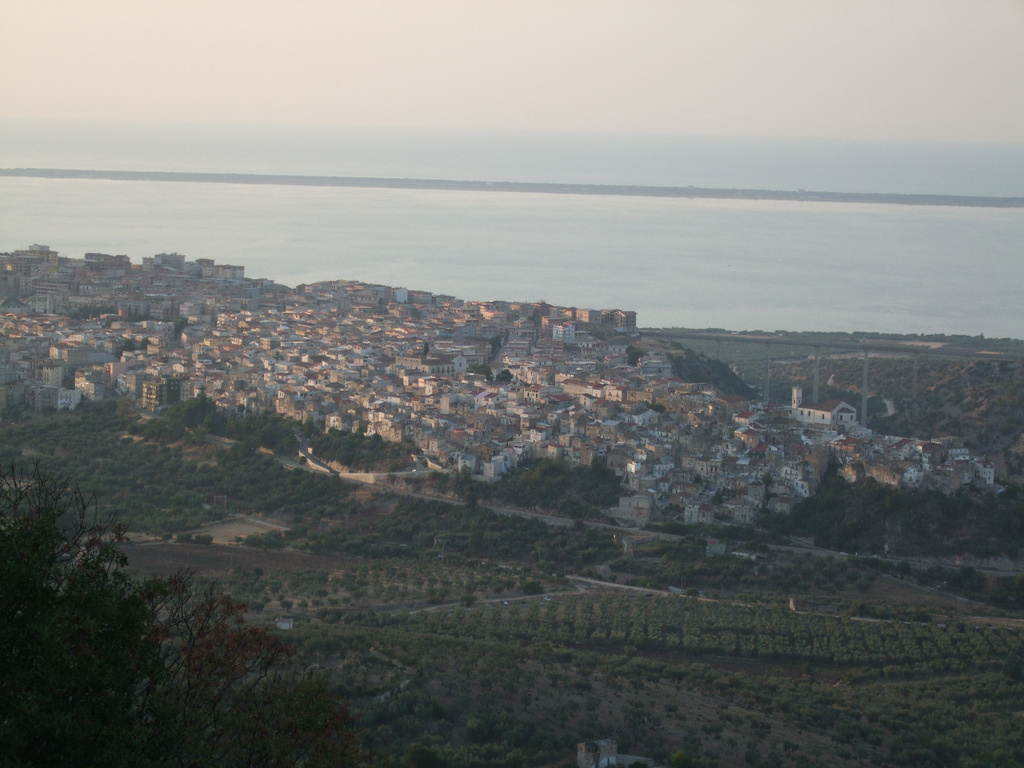
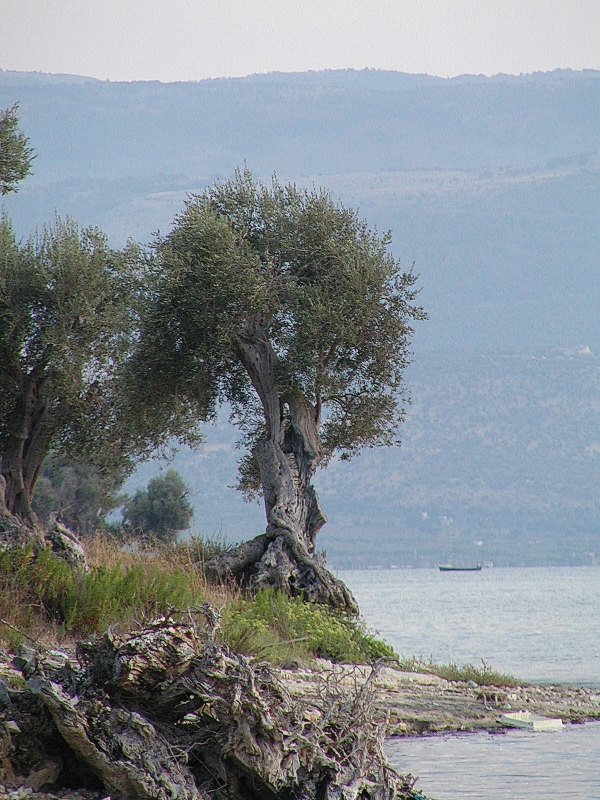
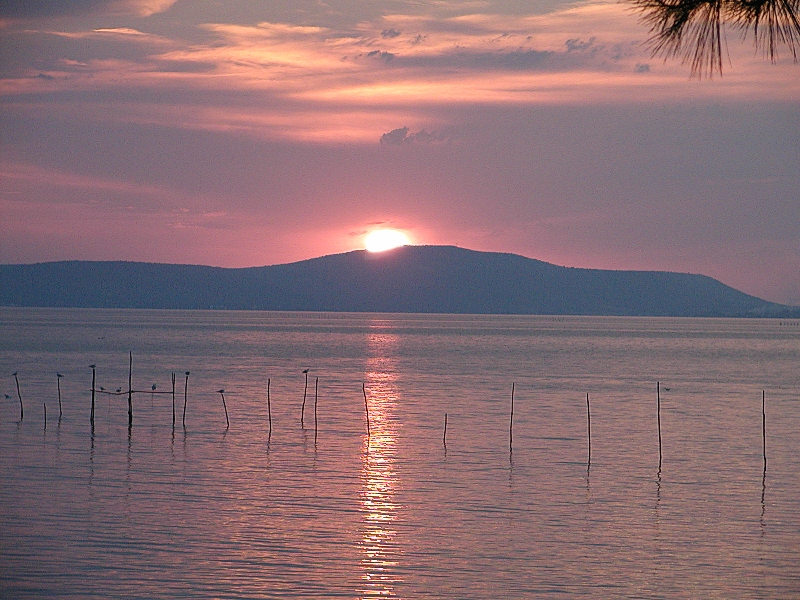

Accadia · Alberona · Anzano di Puglia · Apricena · Ascoli Satriano · Biccari · Bovino · Cagnano Varano · Candela · Carapelle · Carlantino · Carpino · Casalnuovo Monterotaro · Casalvecchio di Puglia · Castelluccio Valmaggiore · Castelluccio dei Sauri · Castelnuovo della Daunia · Celenza Valfortore · Celle di San Vito · Cerignola · Chieuti · Deliceto · Faeto · Foggia · Ischitella · Isole Tremiti · Lesina · Lucera · Manfredonia · Mattinata · Monte Sant'Angelo · Monteleone di Puglia · Motta Montecorvino · Ordona · Orsara di Puglia · Orta Nova · Panni · Peschici · Pietramontecorvino · Poggio Imperiale · Rignano Garganico · Rocchetta Sant'Antonio · Rodi Garganico · Roseto Valfortore · San Giovanni Rotondo · San Marco in Lamis · San Marco la Catola · San Nicandro Garganico · San Paolo di Civitate · San Severo · Sant'Agata di Puglia · Serracapriola · Stornara · Stornarella · Torremaggiore · Troia · Vico del Gargano · Vieste · Volturara Appula · Volturino · Zapponeta